# Ian Maclaren (acteur)
Pour les articles homonymes, voir MacLaren.
Ne pas confondre avec l'auteur Ian Maclaren, mort en 1907.
Sydney Shaw — né le 1er mai 1875 à Lynmouth (Angleterre) et mort le 10 avril 1952 à Los Angeles (quartier de Woodland Hills, Californie) — est un acteur anglais, connu sous le nom de scène de Ian Maclaren (parfois crédité Ian MacLaren ou Ian McLaren).

## Biographie
Après des débuts au théâtre dans son pays natal, Ian Maclaren s'installe aux États-Unis et joue ainsi à Broadway (New York) entre 1911 et 1941, dans des pièces principalement.
Parmi elles, mentionnons Le Songe d'une nuit d'été de William Shakespeare (1915, avec Isabel Jeans et Ernest Cossart, puis 1932, avec Charles Dingle), ainsi que Sainte Jeanne de George Bernard Shaw (1923-1924, avec Morris Carnovsky et Henry Travers).
Toujours à Broadway, s'ajoutent trois revues, dont Ziegfeld Follies of 1913 (1913, avec Leon Errol).
Au cinéma (majoritairement américain, plus quelques films britanniques ou en coproduction), il débute dans trois films muets sortis en 1923 et 1924, dont Monsieur Beaucaire de Sidney Olcott (1924, avec Rudolph Valentino et Bebe Daniels).
Suivent trente films parlants, le premier étant La Fin du voyage de James Whale (coproduction américano-britannique, 1930, avec Colin Clive et David Manners). Puis il apparaît notamment dans Cléopâtre de Cecil B. DeMille (1934, avec Claudette Colbert et Warren William), Le Prince et le Pauvre de William Keighley (1937, avec Errol Flynn et Claude Rains) et Le Chien des Baskerville de Sidney Lanfield (1939, avec Basil Rathbone et Nigel Bruce).
Ses deux derniers films (britanniques, où il est crédité sous son nom de naissance) sortent respectivement en 1941 et 1947.

## Théâtre à Broadway (intégrale)
(pièces, comme acteur, sauf mention contraire ou complémentaire)
- 1911-1912 : Disraeli de Louis N. Parker : Lord Charles Deeford[2]
- 1912 : Hamlet de William Shakespeare : rôle-titre
- 1913 : Ziegfeld Follies of 1913, revue produite par Florenz Ziegfeld, musique de Raymond Hubbell, livret de George V. Hobart
- 1915 : Androclès et le Lion (Androcles and the Lion) de George Bernard Shaw : le capitaine[3]
- 1915 : Le Songe d'une nuit d'été (A Midsummer Night's Dream) de William Shakespeare : Demetrius
- 1915 : Le Dilemme du docteur (The Doctor's Dilemma) de George Bernard Shaw : Sir Colenson Ridgeon
- 1921 : The Fan d'Edgar MacGregor : François Trevoux
- 1922 : The Hindu de Gordon Kean et Carl Mason : Denton Morgan
- 1922 : The Green Ring de Zinaïda Hippius : Ivan Yasvein
- 1922 : Makers of Light de Frederick Lansing Day : David Nellis
- 1922-1923 : Le Marchand de Venise (The Merchant of Venice) de William Shakespeare, production et mise en scène de David Belasco : Antonio

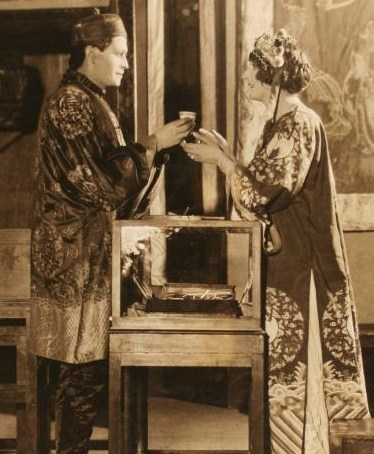
Avec Florence Fair, dans The Green Beetle (1924)

- 1923-1924 : Sainte Jeanne (Saint Joan) de George Bernard Shaw : l'évêque de Beauvais
- 1924 : The Green Beetle de John Willard : Chang Hong
- 1924-1926 : The Little Clay Cart de King Shudraka, adaptation d'Arthur William Ryder : Charudatta
- 1925 : Les Exilés (The Exiles) de James Joyce : Richard Rowan
- 1925 : The Critic de Richard Brinsley Sheridan : M. Puff (+ mise en scène)
- 1925 : Grand Street Follies of 1925, revue, musique de Lily Hyland, lyrics et livret d'Agnes Morgan
- 1925-1927 : The Dybbuk de S. Ansky, adaptation d'Henry G. Alsberg : le messager
- 1926 : The Apothecary de Joseph Haydn, adaptation d'Anne MacDonald : Sempronio
- 1926 : Kuan Yin de K. L. Shi, adaptation de Carroll Lunt : le propriétaire
- 1926 : The Romantic Young Lady de Gregorio Martínez Sierra, adaptation d'Helen et Harley Granville Barker : l'apparition
- 1926 : Grand Street Follies of 1926, revue, musique de Lily Hyland, Arthur Schwartz et Randall Thompson, lyrics et livret d'Agnes Morgan
- 1926 : Le Dompteur (The Lion Tamer) d'Alfred Savoir, adaptation de Winifred Katzin : Lord John Lonsdale
- 1927 : Commedia Dell'Arte d'Amelia De Fries, d'après la commedia dell'arte : Mezzetino
- 1927 : Électre (Electra) de Sophocle : Égisthe
- 1928 : The Furies de Zoe Akins, mise en scène de George Cukor : Dr Paul Hemmingway
- 1932 : Merry-Go-Round d'Albert Maltz et George Sklar : le chef
- 1932 : Le Songe d'une nuit d'été (A Midsummer Night's Dream) de William Shakespeare : Tom Snout
- 1935 : This Our House de Joel W. Schenker et Allan Fleming : Francesco Cenci
- 1936 : Truly Valiant d'Irving Stone : Esa Cranby
- 1936 : Hallowe'en d'Henry Myers, production et mise en scène de William C. de Mille : Arnold
- 1941 : The Seventh Trumpet de (et mise en scène par) Charles Rann Kennedy : le père Bede

## Filmographie

### Période du muet (intégrale)
- 1923 : Sous la robe rouge (Under the Red Robe) d'Alan Crosland : Louis XIII
- 1924 : Yolanda de Robert G. Vignola : Campo Basse
- 1924 : Monsieur Beaucaire (titre original) de Sidney Olcott : Duc de Winterset

### Période du parlant (sélection)
- 1930 : La Fin du voyage (Journey's End) de James Whale : Lieutenant Osborne
- 1931 : Body and Soul d'Alfred Santell : Général Trafford-Jones
- 1932 : Prestige (titre original) de Tay Garnett : Colonel Du Flos
- 1934 : Cléopâtre (Cleopatra) de Cecil B. DeMille : Cassius
- 1935 : Les Misérables (titre original) de Richard Boleslawski : le jardinier en chef
- 1936 : The House of Secrets de Roland D. Reed : le commissaire Cross
- 1936 : Le Dernier des Mohicans ou Sagamore le Mohican (The Last of the Mohicans) de George B. Seitz : William Pitt
- 1937 : Le Prince et le Pauvre (The Prince and the Pauper) de William Keighley : le deuxième docteur
- 1937 : Le Prisonnier de Zenda (The Prisoner of Zenda) de John Cromwell : un cardinal
- 1937 : La Vie privée du tribun (Parnell) de John M. Stahl : un membre de la Chambre des Communes
- 1938 : Le Proscrit (Kidnapped) d'Alfred L. Werker et Otto Preminger : un pasteur
- 1938 : Le Roi des gueux (If I Were King) de Frank Lloyd : un mendiant
- 1938 : La Famille sans-souci (The Young in Heart) de Richard Wallace : un docteur
- 1939 : Le Chien des Baskerville (The Hound of the Baskervilles) de Sidney Lanfield : Sir Charles Baskerville
- 1939 : L'Homme au masque de fer (The Man in the Iron Mask) de James Whale : un valet de chambre
- 1940 : Le docteur se marie (The Doctor Takes a Wife) d'Alexander Hall : un professeur
- 1947 : The Grand Escapade de John Baxter : un joueur d'harmonica